# Girugamesh (album)
A Girugamesh a japán Girugamesh együttes második stúdióalbuma. Az európai kiadáson szerepel három dal az együttes előző EP-jéről, a Reason of Cryingról is. A Vermillion és a Kowareteiku Sekai című dalhoz készült videóklip megtalálhatóak a korlátozott kiadáshoz járó bónusz DVD-n.

## Európai kiadás
1. Intro – 1:38
2. Patchwork – 3:24
3. Vermillion – 3:10
4. Stupid – 1:44
5. Barricade – 2:54
6. Shining – 3:54
7. Shiroi Ashiato – 4:07
8. Crazy-Flag – 3:35
9. 'Shoujo A' – 3:01
10. Rocker's – 3:17
11. Dance Rock Night – 2:59
12. Domino – 3:50
13. Kowarete Iku Sekai – 6:30
14. Real My Place – 3:47
15. Crime -Tsumi- – 4:03
16. Freesia – 4:23

## Korlátozott példányszámú kiadás

### CD
1. Intro – 1:38
2. Patchwork – 3:24
3. Vermillion – 3:10
4. Stupid – 1:44
5. 'Shoujo A' – 3:01
6. Crazy-Flag – 3:35
7. Shining – 3:54
8. Shiroi Ashiato – 4:07
9. Rocker's – 3:17
10. Kowarete Iku Sekai – 6:30

### DVD
1. Vermillion
2. Kowarete Iku Sekai